# Irma Gramatica
Irma Gramatica (25 de noviembre de 1867 – 14 de octubre de 1962) fue una actriz teatral y cinematográfica de nacionalidad italiana.

## Primeros años
Nacida en Rijeka, en aquel momento parte del Imperio austrohúngaro y actualmente de Croacia, su verdadero nombre era Maria Carolina Francesca Gramatica, y era hermana de las también actrices Emma Gramatica y Anna Capodaglio. Sus padres eran Domenico, un apuntador, y Cristina Bradil, una costurera, en la época trabajando en la compañía de Giacinta Pezzana y Luigi Monti. La primera actuación teatral de Gramatica tuvo lugar a los siete años de edad, en la representación de una comedia de Paolo Ferrari, Cause ed effetti. 
Pasó parte de su infancia en Stigliano, Siena, y a los diez años de edad fue posible llevarla a estudiar a Florencia. En 1883 su madre pasó a ser costurera de Eleonora Duse, en aquel momento primera actriz de la compañía Città di Torino, dirigida por C. Rossi. En noviembre de 1884, al debutar la formación en el Teatro Valle di Roma, en el último momento Gramatica fue llamada como sustituta de otro intérprete para en la representación de Fédora, de Victorien Sardou. A continuación se le dio el papel de ‘amorosa’ en la comedia de Giovanni Verga In portineria.
En la primavera de 1885 la familia al completo siguió a la compañía en una gira por América del Sur durante la cual naufragó el primer matrimonio de Eleonora Duse, al parecer a causa de que Gramatica conoció al actor Armando Cottin, que estaba casado con ella en esa época. Tras casarse, junto a su marido, pasó a formar parte del grupo teatral Aleotti-Lotti-Cerruti, que representaba obras del repertorio francés de Sardou y de Alejandro Dumas (hijo), y en las cuales la joven Gramatica por fin interpretaba papeles protagonistas.

## Carrera
Con esta compañía el matrimonio hizo una nueva gira por Argentina, dejando al cuidado de una tía de Cottin su hijo de dos años de edad, que falleció, hecho que ocasionó el fin de la relación y que dejó a Gramatica una dolorosa herida.
En 1892 fue escogida para trabajar como primera actriz joven en la compañía de Italia Vitaliani. Un año después entró en la Emanuel-Reiter. Giovanni Emanuel, uno de los actores más destacados del momento, tuvo un importante papel en la carrera de Gramatica, imponiéndole el cuidadoso estudio de la psicología de los personajes y ayudándola a conseguir en escena esa absoluta naturalidad que fue característica de sus interpretaciones.
Entre las actuaciones de Gramatica, durante su colaboración con Vitaliani, figuran Guerra in tempo di pace de Franz von Schönthan y Gustav von Moser, Nel mondo della noia de Édouard Pailleron, y Hedda Gabler de Henrik Ibsen, que suscitaron el interés de la crítica. Con la compañía Emanuel-Reiter actuó en tres dramas: Il padrone delle ferriere de Georges Ohnet, I due sergenti de Théodore Baudouin d'Aubigny y Auguste Maillard y Morte civile de Paolo Giacometti, que obtuvo un éxito inesperado del público del Politeama de Florencia y del Teatro Arena del Sole de Bolonia.
En 1894, tras una breve gira por España, Gramatica pasó a la formación Maggi-Marchi con Nerone de Pietro Cossa y Conte Rosso de Giuseppe Giacosa. Pero fue con el repertorio francés con el que consiguió un mejor resultado de público. Entre las varias piezas que representó figuran Frou-Frou de Henri Meilhac y Ludovic Halévy, Nanà de Émile Zola, Kean de Alejandro Dumas y Francillon de Alejandro Dumas (hijo), Le nozze di Figaro de Pierre-Augustin de Beaumarchais, Odette de Victorien Sardou. En Romanzo di un giovane povero de Octave Feuillet y en Rey Lear de William Shakespeare tuvo el papel de primera actriz, pero la mejor crítica le llegó siendo Amalia en L'altro de Paul Lindau.
Su memorable interpretación en el papel del título en Thérèse Raquin, de Zola, representada en el teatro Alfieri de Turín en 1895, contribuyó a su definitiva promoción a primera actriz. Con este papel acabó en la formación Mozzidolfi-Marchetti y, después, en la Aliprandi-Biagi-Orlandini, junto a su hermana Emma. En marzo de 1896 pasó a la compañía de E. Zacconi, uno de los más grandes actores de la escuela realista, con el cual compartió elogios por una serie de actuaciones en diferentes obras de gran significado. Entre ellas Casa de muñecas de Ibsen, Perdono de J. Lemaître, Luisa Miller de Friedrich von Schiller, Anime solitarie de Gerhart Hauptmann, La fierecilla domada de Shakespeare, I disonesti y Principio di secolo de Gerolamo Rovetta, Scrollina de Achille Torelli, La moglie ideale de Marco Praga, La potenza delle tenebre de León Tolstói, Tristi amori” y “Resa a discrezione de Giuseppe Giacosa, Amore senza stima de Paolo Ferrari y Espectros de Ibsen, obra tras la cual Zacconi disolvió la compañía.
En 1897 formó finalmente una compañía propia, con L. Raspantini, E. Reinach y F. Bertini dirigiendo con éxito una serie de títulos que no dejaba apenas espacio para el drama italiano: Trilby, adaptación de Paul M. Potter de la novela de George du Maurier, Il pastore de P.-F. Berton y C. Simon, Denise de Alejandro Dumas (hijo). Con Spiritismo de Sardou (Milán, Teatro Manzoni, 17 de abril de 1898) y, sobre todo, con una nueva puesta en escena de Casa de muñecas, Gramatica obtuvo el consenso total de la crítica y del público. Fedora cerró, por último, la temporada 1897-98. Al siguiente año protagonizó una comedia audaz y moderna, totalmente femenina, de Annie Vivanti, La rosa azzurra.
Con ocasión de la representación de La scuola del marito de Giannino Antona Traversi (Florencia, en el Arena Nazionale, junio de 1899), Gramatica se vio envuelta en una amarga polémica con los críticos teatrales de Il Fieramosca, del Corriere y de La Sera de Milano, que la acusaron de sabotear la obra. 
En el año siguiente fue a Trieste con La Gorgona de Sem Benelli, y en 1900, con Virgilio Talli y Oreste Calabresi, formó una compañía teatral que dio vida a algunas de las más destacadas producciones de la época, entre ellas Come le foglie de Giuseppe Giacosa, Le due coscienze de Gerolamo Rovetta (Turín, Teatro Alfieri, 11 de septiembre de 1900), Sperduti nel buio de Roberto Bracco (Trieste, Teatro Verdi, 14 de noviembre de 1901), La vía più lunga de Henri Bernstein (Milán, Teatro Manzoni, 10 de noviembre de 1902), I romanzeschi de Edmond Rostand (Turín, Teatro Alfieri, 28 de septiembre de 1903), Dal tuo al mio de Giovanni Verga (Milán, Teatro Manzoni, 30 de noviembre de 1903), Demi-monde de Alejandro Dumas (hijo), La principessa lontana de Edmond Rostand, y Amore senza stima de Paolo Ferrari. Destacó, de entre dichas producciones, su papel de Margherita Gauthier en La dama de las camelias de Alejandro Dumas (hijo). Pero el papel más importante de toda su carrera, aunque interpretado unos pocos días, fue el de Mila di Codro en La figlia di Jorio, de Gabriele D'Annunzio (Milán, Teatro Lírico, 2 de marzo de 1904), un espectáculo en principio pensado para ser interpretado por Eleonora Duse.
Hasta 1906 la compañía Talli-Gramatica-Calabresi continuó en giras por Italia con una serie de representaciones de éxito, entre ellas Il più forte de Giuseppe Giacosa (Turín, Teatro Alfieri, 25 de noviembre de 1904), Lucifero de Enrico Annibale Butti (Milán, Teatro Manzoni, 11 de diciembre de 1904), Il re burlone de Gerolamo Rovetta (1905), La piccola fonte de Roberto Bracco (1905), Il turbine de Nino Martoglio (1905), Manichino de M. De Waleffe, y La raffica de Henri Bernstein (1905). También formaban parte del repertorio Zazà de Pierre Berton y Charles Simon, Viaggio di nozze y I giorni più lieti de Giannino Antona Traversi, La locandiera de Carlo Goldoni, Tristi amori de Giuseppe Giacosa, La moglie ideale y Ondina de Marco Praga, L'altro pericolo de Henri Lavedan, L'albergo dei poveri de Máximo Gorki, I fuochi di S. Giovanni de Hermann Sudermann, y La seconda signora Tanqueray de Arthur Wing Pinero.
En la cuaresma de 1906 la actriz formó una nueva compañía con Teresa Mariani, bajo la dirección de F. Andò. Tras el debut en Brescia con Denise (4 de marzo de 1906), a la que siguió Casa de muñecas y La raffica, la compañía llevó a escena La mano passa de Georges Feydeau, Dieci minuti di fermata de Giorgio Duval, Quieto vivere de Alfredo Testoni, Il tramonto de Renato Simoni, y La moglie del dottore de Silvio Zambaldi (Turín, 23 de mayo de 1906).
Afectada por una artritis vertebral y un agotamiento nervioso, Gramatica se vio obligada a guardar reposo durante un tiempo, manteniéndose alejada de la escena. Pero en 1908 se unió a F. Garavaglia, e inauguró con Raffica (Génova, Teatro Paganini, 31 de octubre) una temporada reducida que concluyó al siguiente año con La moglie ideale (Roma, Teatro Valle, 28 de enero). En 1911 se incorporó a la Benelliana, interpretando de nuevo a la Nora de Casa de muñecas en el teatro Argentina y a la Dogaressa en Sogno d'un tramonto d'autunno de D'Annunzio (11 de abril de 1911). Al siguiente año su hermana Emma la convenció para encarnar a la madre en La profesión de la señora Warren de George Bernard Shaw. 
En 1914 participó en el film Il suicidio sublime y en 1915 se incorporó a la Compañía del Teatro Manzoni de Milán. En su debut, la formación obtuvo un enorme éxito con Ombra, de Dario Niccodemi, drama nunca representado y muy querido por Gramatica. La segunda novedad fue Se non è così, una de las primeras piezas de Luigi Pirandello, escrita en 1899 y que no tuvo éxito: el dramaturgo reaccionó atribuyendo el fracaso a Gramatica. Otras producciones en el Teatro Manzoni fueron: Il carnevale dei fanciulli de Saint-Georges de Bouhélier, La seconda moglie de Pinero, La locandiera y La porta chiusa, de Praga. La compañía se disolvió a causa de la Primera Guerra Mundial. En la temporada 1916 Gramatica interpretó con F. Mari la comedia de Sabatino López Sole d'Ottobre, y en 1917 trabajó en el film Usque dum vivam et ultra, mientras que en el teatro hizo papeles breves, primero bajo la dirección de A. Testoni, y después, en 1918, con la Sabbatini-Ferrero, acompañada de Romano Calò.
En las representaciones de la época - La vena d'oro de Guglielmo Zorzi, La nemica de Dario Niccodemi, La casa in ordine de Pinero y Ombra y I fuochi di S. Giovanni (Roma, Teatro Quirino, 10 de enero de 1920) – se evidenciaba la falta de entusiasmo de Gramatica, que estuvo a punto de dejar la escena. En una carta a López ella explicaba la amargura que había madurado hacia el mundo del teatro. Se tomó una pausa de algo más de tres años, y en 1923 reapareció en escena con un repertorio parcialmente renovado, que privilegiaba papeles que no la obligaban a esconder sus canas y, sobre todo, evitaran la representación de pasiones amorosas. Además de volver a representar Ombra, junto a Sergio Tofano, y La moglie ideale, actuó en una serie de nuevas comedias: Colei che passa de Henry Kistemaeckers, I tentacoli de S.S. Juškevič, Israël de Henri Bernstein, Porporana de Domenico Tumiati, y Leonarda de Bjórnstjerne Bjørnson. Tras una temporada (1924-25) trabajando con Memo Benassi, se retiró nuevamente de la escena, yendo a vivir a una propiedad suya en Signa, que se vendió más adelante para adquirir una vivienda en Florencia, donde se estableció con su compañera, Valentina Moroni. 
Pero, en 1928, las necesidades hicieron que volviera a actuar, en esta ocasión en un grupo teatral formado por su hermana y Memo Benassi, y bajo la dirección de G. Salvini. En esta época actuó en Gian Gabriele Borkmann de Ibsen, Thérèse Raquin, La città morta de D'Annunzio, Israël, y La nemica y Tra vestiti che ballano, ambas de Pier Maria Rosso di San Secondo.
En 1929, tras una breve gira por el extranjero, fue Clitemnestra en la memorable escenificación de Salvini de Las coéforas de Esquilo (Vicenza, Teatro Olímpico, 20-21 de septiembre). A finales de ese año, incorporada a la compañía Za-Bum, participó en Una famiglia reale de George S. Kaufman y Edna Ferber, bajo la dirección de Mario Mattoli. En 1930 trabajó en I borghesi di Pontarcy de Sardou y, en octubre de ese año, se asoció con Luigi Carini y Renzo Ricci para representar Stefano de J. Deval. Siguieron otros cinco años sin actuar, hasta que, junto a Elsa De Giorgi y Camillo Pilotto, formó parte del reparto del film Porto, de Amleto Palermi (1935). Además, en 1935 fue solicitada para dar clases durante dos años en la Accademia Nazionale d'Arte Drammatica, entonces recién inaugurada.
En septiembre de 1936, en Pompeya, tomó parte en Martirio di s. Sebastiano de D'Annunzio, y en Trípoli actuó en la obra Edipo rey. El mismo año actuó en la película Il fu Mattia Pascal de Pierre Chenal, con Isa Miranda y Pierre Blanchar. En 1937 volvió a actuar con su hermana Emma, formando parte del reparto de Kadar de R. Lelli y Passeggiata col diavolo de Guido Cantini, y en 1938 aceptó la oferta del empresario Remigio Paone para entrar en la compañía del Teatro Nuovo de Milán acompañando a Ruggero Ruggeri.
Pero su asociación con los intérpretes durante las funciones de La figlia di Jorio había llegado a su fin. Por ello el repertorio, en el que se incluía Questi figli de Vincenzo Tieri, Macbeth de Shakespeare y Cyrano de Bergerac de Edmond Rostand, fue muy reducido, y la tragedia shakespeariana, espectáculo que no aportaba gloria alguna a la intérprete, marcó el verdadero final teatral para Gramatica.

## Últimos años
Obligada a vender su casa en Florencia, no tenía domicilio fijo y, en el período 1941-52, vivió en casa de su hermana en Roma, invitada por algunas amistades en Florencia y, finalmente, en una pensión en Venecia, donde residía su hermana Anna, viuda del actor Ruggero Capodaglio. En 1941 retornó a la pantalla con tres filmes: Sissignora, de Ferdinando Maria Poggioli, actuando junto a Emma; L'orizzonte dipinto, de Salvini, trabajando acompañada de Benassi, Zacconi y Valentina Cortese; I mariti - Tempesta d'amore, de Camillo Mastrocinque, presentado en el Festival de Venecia de aquel año. Al siguiente año, también con Emma, actuó en Sorelle Materassi, película dirigida por Poggioli y, junto a Annelise Uhlig y María Mercader, tuvo un papel en La primadonna, de Ivo Perilli. En 1945 actuó en Vivere ancora, de Leo Longanesi y Nino Giannini, y en 1948, con Anna Magnani y Vittorio De Sica, participó en Lo sconosciuto di San Marino, de Michael Waszynski y Vittorio Cottafavi. En 1951 se despidió del cine con un papel en la película de Mario Sequi Incantesimo tragico.
Gramatica también actuó en la radio, con excelentes interpretaciones de La nemica de Niccodemi y Congedo de Renato Simoni, transmitidas por Radio Florencia durante la Segunda Guerra Mundial y tras el final de la misma.
En 1952 fue a vivir a Tavarnuzze, cerca de Florencia, en las Hermanas de San Filippo Neri. En 1956 fue nombrada Comendadora de la República Italiana, y ese mismo año volvió a interpretar, en esta ocasión en la radio, la obra Gian Gabriele Borkmann.
Irma Gramatica falleció en Tavarnuzze en 1962 (Florencia).

## Filmografía
- Porto , de Amleto Palermi, (1935)
- Il fu Mattia Pascal, de Pierre Chenal, (1937)
- L'orizzonte dipinto, de Guido Salvini, (1940)
- I mariti - Tempesta d'amore, de Camillo Mastrocinque, (1941)
- Sissignora, de Ferdinando Maria Poggioli, (1941)
- Sorelle Materassi, de Ferdinando Maria Poggioli, (1943)
- La primadonna, de Ivo Perilli, (1943)
- Vivere ancora, de Nino Giannini, Leo Longanesi, (1944)
- Lo sconosciuto di San Marino, de Michael Waszynski, (1946)
- Incantesimo tragico, de Mario Sequi, (1951)

## Teatro radiofónico en la RAI
- Congedo (1953), de Renato Simoni, dirección de Umberto Benedetto, con Giulio Stival y Ennio Balbo.